# Хухро, Йозеф
Йозеф Хухро (чеш. Josef Chuchro; 3 июня 1931, Прага — 19 августа 2009, Прага) — чешский виолончелист и музыкальный педагог.
Учился в Пражской консерватории и музыкальной академии у Карела Православа Садло. Лауреат первых премий Международного музыкального фестиваля «Пражская весна» (1955) и конкурса виолончелистов Пабло Казальса (1959, Мехико), а также премии Союза композиторов Чехословакии (1967) за исполнение сонат Людвига ван Бетховена. Среди важнейших записей Йозефа Хухро — сонаты Баха и Мартину, концерт Дворжака. В 1979—1990 гг. вместе со своим сыном Яном систематически концертировал с программой для двух виолончелей без сопровождения. В 1952—1956 гг. и с 1960 г. виолончелист Трио имени Сука.
С 1965 г. преподавал в Пражской музыкальной академии, с 1990 г. профессор; в разные годы возглавлял кафедру струнных и был деканом исполнительского факультета.